# 맥라렌 12C
맥라렌 12C(영어: McLaren 12C)는 맥라렌 오토모티브에서 2011년부터 2014년까지 생산했던 스포츠카이다.

## 개발
포뮬러 1으로 유명한 맥라렌이 본격적으로 로드카 시장에 뛰어들기 위해서 설립한 맥라렌 오토모티브에서 개발한 슈퍼카다.
프로젝트명은 P11이었으며 F1의 후속모델이라는 설과는 달리 엔트리급 모델로서, 경쟁대상은 페라리 458 이탈리아와 람보르기니 가야르도가 해당된다. 버터플라이 도어를 채택하고 있으며 전체적인 디자인은 페라리와 포르쉐를 섞어놓은 느낌과 함께 맥라렌 F1에 비해서 상대적으로 밋밋한 것이 아닌가 하는 이야기를 듣고 있다. 다만 차를 디자인한 프랭크 스티븐슨(Frank Stephenson)은 애초에 지나치게 주의를 끄는 디자인을 하지 않고, 질리지 않으며 실용성을 추구하고 오래도록 지속될 디자인을 지향하니 어쩌면 맞는 얘기이기도 하다. 초대 컨셉트 디자인 중 앞모습은 초기형 재규어 F-타입과 비슷한 모습이었으나, 현재와 같이 바뀌었다.
참고로 맥라렌 오토모티브에서는 앞으로 내놓을 차량들의 라인업을 코어(Core), 하이(High), 얼티밋(Ultimate)으로 나누고 있으며 MP4-12C의 경우는 이중 코어급에 해당한다. 코어급은 경량 퍼포먼스 위주의 모델, 하이급은 대배기량 GT성향의 모델이며 얼티밋급은 플래그쉽 모델을 뜻한다.

## 사양

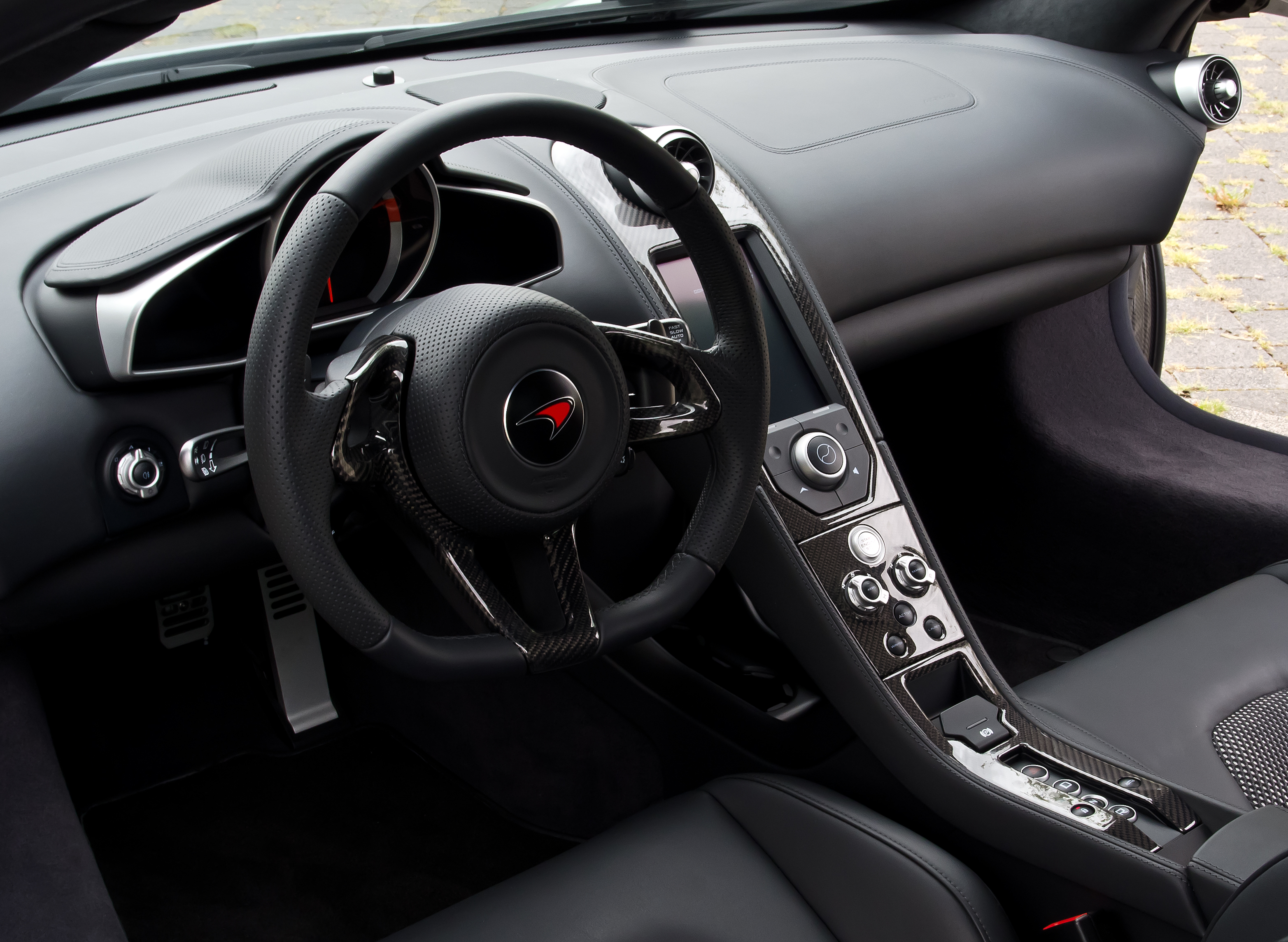
내부

### 디자인
2008년에 맥라렌 오토모티브는 다시 태어난 생산형 자동차 프로젝트의 디자인 디렉터로 Frank Stephenson을 고용하였다.
맥라렌 F1과 마찬가지로 탄소 섬유는 무게를 최소화하기 위해 차량에 광범위하게 사용되며 전비중량은 1,301 kg (2,868 lb)이다.

### 서스펜션
맥라렌 12C는 보다 전통적인 코일 스프링, 댐퍼 및 안티롤 바와 달리 차량을 매달기 위해 고유한 유압 구성을 사용한다. 맥라렌 오토모티브가 "프로액티브 섀시 컨트롤"이라고 부르는 시스템은 왼쪽에서 오른쪽으로, 앞에서 뒤로 상호 연결된 고압 및 저압 밸브 어레이로 구성되며 일반적인 안티롤 바는 완전히 생략되었다. 롤 조건에서 고압이 고압을 만나면 강성이 발생한다. 그 후 높은 압력이 낮은 언더 히브 및 워프와 만나면 더 많은 것을 허용하여 궁극적으로 활기찬 드라이빙에서 더 견고하고 유능한 서스펜션 설정을 제공하고 느리고 일정한 속도로 이동할 때 매우 플러시하고 유연하며 편안한 승차감을 제공한다.

### 엔진

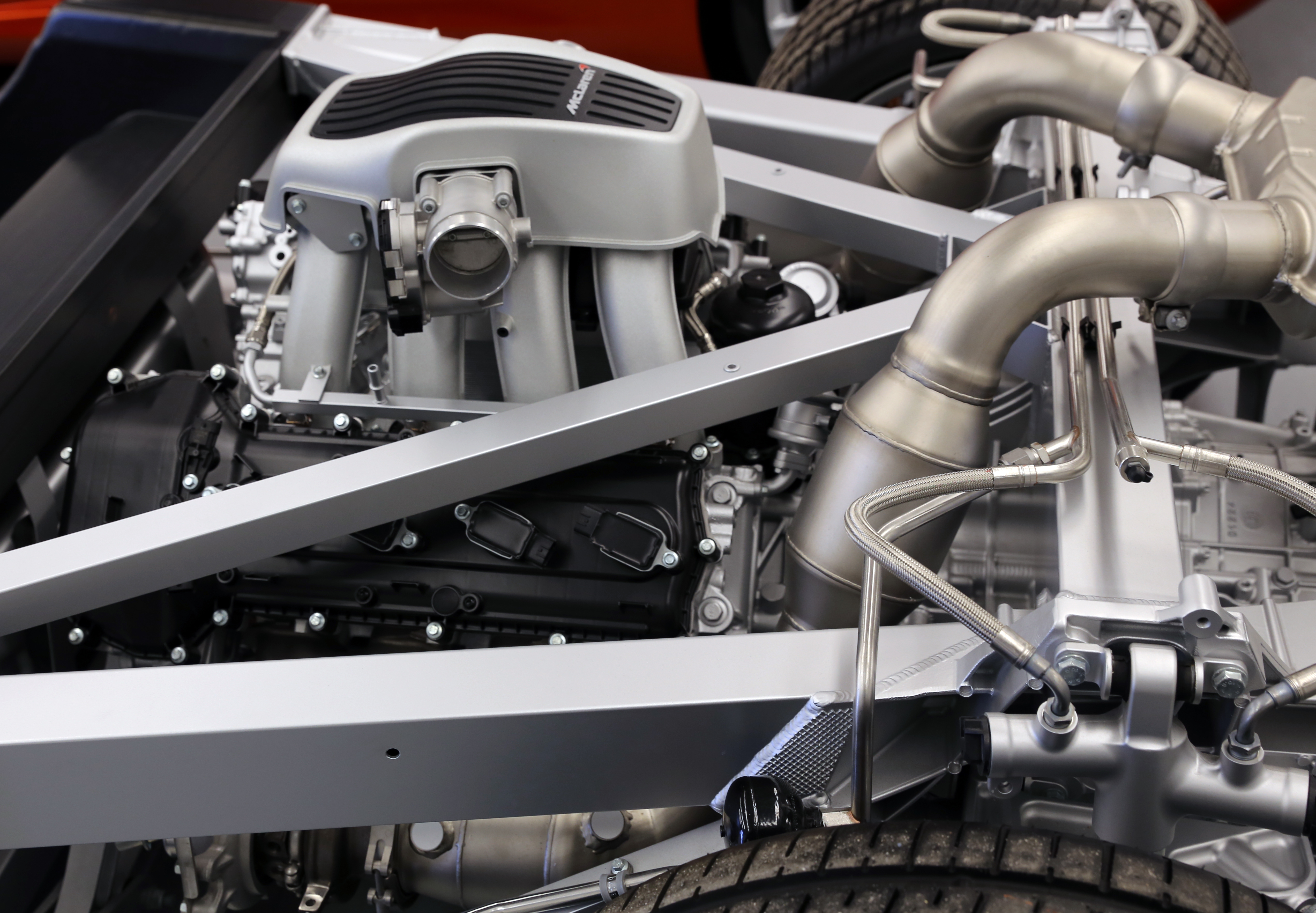
맥라렌 M838T 엔진

맥라렌 12C의 엔진은 M838T 3.8 L 엔진을 탑재하였다.

### 변속기
엔진은 Graziano Oerlikon이 만든 7단 자동 듀얼 클러치 기어박스에 연결되어 있으며 "Seamless Shift Gearbox" 또는 SSG라고 불리는 이 기어박스에는 운전자가 패들을 가볍게 두드려 다음 기어를 미리 선택할 수 있는 "Pre-Cog"라는 시스템이 있다.

### 성능
DragTimes.com은 맥라렌 12C가 2.8초만에 0에서 60mph로, 6.0초만에 0에서 100mph로 가속하는 유튜브 동영상을 게시하였다.
2011년형 맥라렌 12C는 마력 당 2.39 kg (5.27 lb)의 중량 대 출력 비율을, 2013년형의 경우 마력 당 2.29 kg (5.05 lb)의 중량 대 출력 비율을 제공한다.

## 변형 차종

### 맥라렌 12C 스파이더

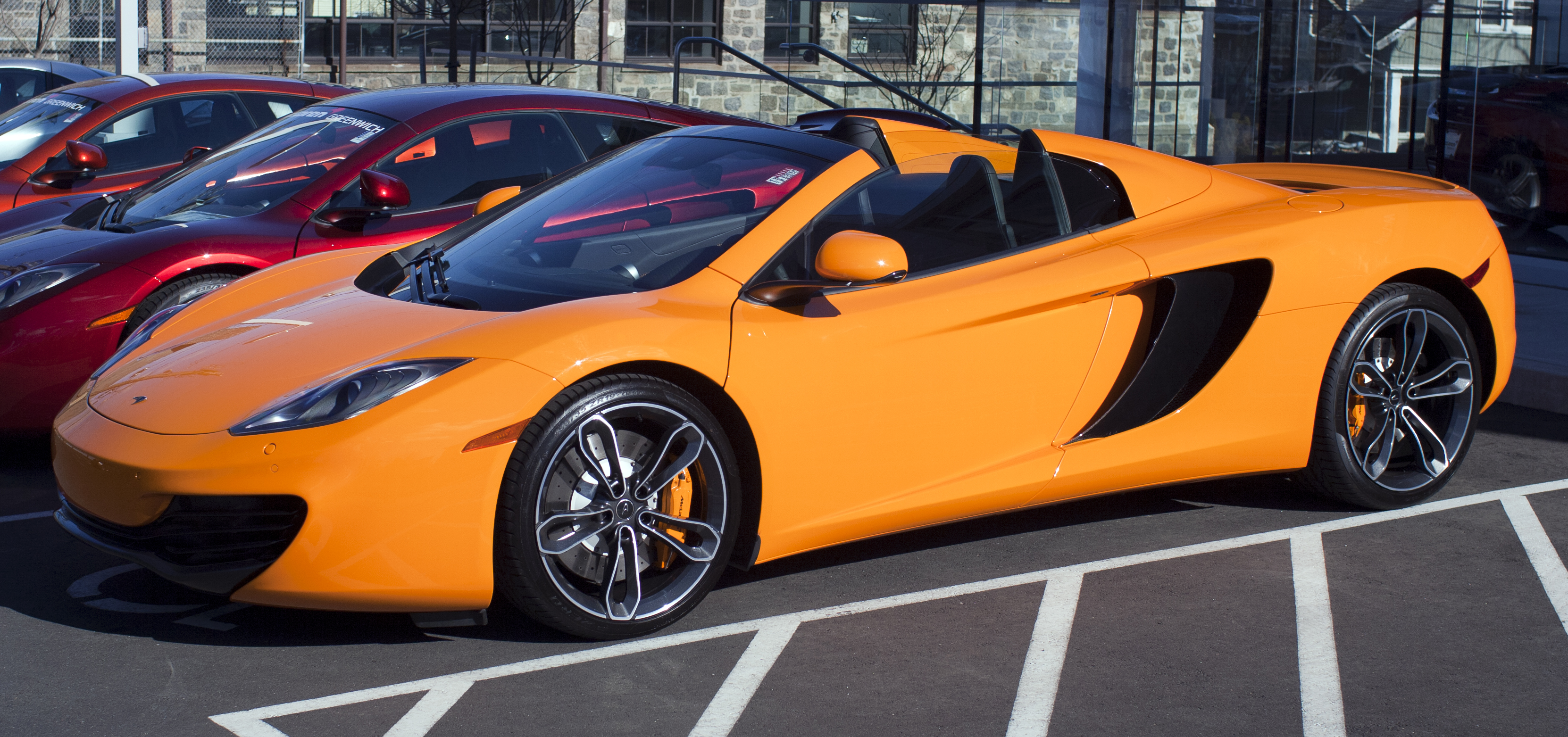
맥라렌 12C 스파이더

맥라렌 12C의 컨버터블 모델이다. 전비중량은 쿠페보다 40 kg (88 lb)더 무겁다.

### 맥라렌 12C GT3

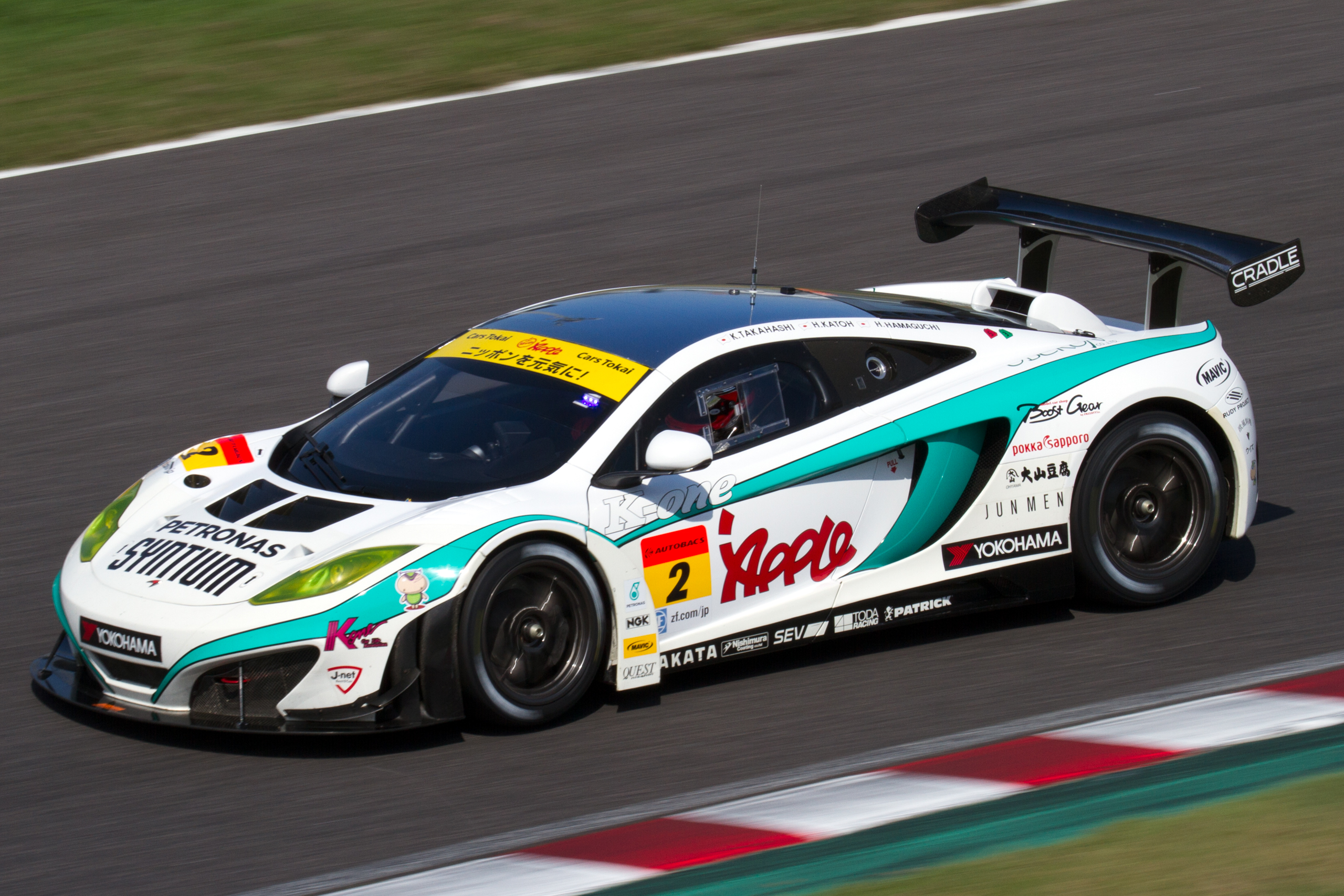
맥라렌 12C GT3

2010년 12월 맥라렌 오토모티브는 FIA 그룹 GT3에서 경쟁하기 위해 12C를 소량 생산할 것이라고 발표하였다. 맥라렌 오토모티브는 자동차 정비를 제공하고 2012년에 CRS 레이싱 팀과 함께 경주를 시작할 것이라고 말했다.

### 맥라렌 12C HS
McLaren 12C High Sport의 약자. 2011년에 출시된 슈퍼카.
맥라렌에서 12C를 기반으로 내놓은 5대 한정생산 모델.
2011년 7월, 페블 비치 콩쿠르 드 엘레강스에서 12C의 고성능 모델로 등장했다. 12C GT3 레이스카에서 영감을 받아 리어 벤트와 확장된 디퓨저, 수정된 액티브 리어 윙이 적용된 새로운 리어 범퍼가 장착되며, 다운포스를 극대화하기 위해 전면 범퍼도 재설계 되었다. 또한 기존의 592마력에서 약 80마력이 높아진 675bhp로 출력이 향상되었다. 맥라렌은 이 차량의 가격을 구체적으로 발표하지는 않았지만 대략 420,000달러에 판매되었던 것으로 전해진다. 성능은 3.8L V8 트윈터보 675 마력이다.

### 맥라렌 X-1
2012년에 만들어진 컨셉트카이다. 놀랍게도 한국 디자이너가 만들었다고 한다
성능은 625hp 3,799cc v8이라고 한다.

## 경쟁 차종
람보르기니
- 람보르기니 가야르도
- 람보르기니 세스토 엘레멘토
- 람보르기니 우라칸

아리네라
- 아리네라 후사랴

이탈디자인 주지아로
- 이탈디자인 제로우노